# Manfred Papo
Manfred Papo (geboren 17. Oktober 1898 in Baden bei Wien, Österreich-Ungarn; gestorben 14. Mai 1966 in Wien) war ein österreichischer Rabbiner.

## Leben
Manfred Papos Vater Michael Papo (1843–1918) stammte aus Sarajewo und war vierzig Jahre lang Rabbiner der Türkisch-sephardischen Gemeinde in Wien. Papo heiratete 1933 die spätere Religionslehrerin Luise Fleischer (1914–2002), sie haben einen 1945 geborenen Sohn. Papos Mutter und eine seiner Schwestern wurden Opfer des Holocaust, ebenso die Eltern Luise Fleischers.
Papo meldete sich nach der Kriegsmatura zum Kriegsdienst, wurde aber als frontuntauglich nur in der Forstwirtschaft eingesetzt. Papo studierte orientalische Sprachen, Latein und Griechisch an der Universität Wien und begann die Rabbinerausbildung am Rabbinerseminar in Salzburg. Er wurde 1922 an der Wiener Universität promoviert und ließ sich am Rabbinerseminar Wien und 1938 zusätzlich noch beim sephardischen Oberrabbiner für Jugoslawien ordinieren. Die jiddische Sprache erlernte er nicht.
Von 1925 bis 1928 war Papo Bezirksrabbiner in Salzburg und ging dann als Religionslehrer zurück nach Wien, wo er pragmatisierter Staatsbeamter wurde. Ab 1934 wirkte er als Rabbiner in St. Pölten.
Nach dem Anschluss Österreichs im März 1938 wurde Papo im Oktober 1938 in den Ruhestand versetzt. Nach den Novemberpogromen 1938 wurde er in das Konzentrationslager Dachau verschleppt und dort misshandelt. Seine Frau konnte ein Visum für Guatemala organisieren, so dass Papo nach drei Monaten Konzentrationslagerhaft unter der Bedingung entlassen wurde, unmittelbar danach aus dem Deutschen Reich, und zwar endgültig, auszureisen. Die beiden reisten nach London und erhielten über die Londoner „Spanish and Portuguese Synagoge“ ein Papier, das beider Aufenthalt in Großbritannien erlaubte, allerdings unter der Bedingung, keine Arbeit aufzunehmen. Bei Kriegsbeginn wurde Papo kurzzeitig als Enemy Alien in einem Lager auf der Isle of Man interniert. Er wurde als ehrenamtlicher Rabbiner in Manchester tätig.
Im Februar 1944 gelangten sie mit einem Schiff von Liverpool nach Durban und von dort auf dem Landweg nach Salisbury in der britischen Kolonie Südrhodesien, wo Papo im September 1943 zum Rabbiner gewählt worden war. Von April 1944 an war Papo für 20 Jahre Rabbiner und Direktor der jüdischen Schule in Salisbury. Luise Papo arbeitete dort als Lehrerin für jüdische Religion.
Aus gesundheitlichen Gründen musste Papo die Höhenlage Salisburys verlassen und ging 1964 wieder zurück nach Wien, wo er nur noch kurze Zeit als Religionslehrer am Gymnasium Wasagasse tätig war, da er plötzlich starb.

## Schriften (Auswahl)
- Die sexuelle Ethik im Koran in ihrem Verhältnis zu seinen jüdischen Quellen. Berlin, 1925 Jahrbuch für jüdische Volkskunde [N.F.] ii, S. 171–291
- Hebräisches Lesebuch aus der Heiligen Schrift. Teil 2, Aus den Psalmen und Propheten. Wien : Phaidon, 1933